# Železniško postajališče Dobrije
Železniško postajališče Dobrije je eno izmed železniških postajališč v Sloveniji, ki oskrbuje bližnje naselje Dobrije.
| Predhodna postaja/postajališče | Slovenske železnice | Slovenske železnice                         | Slovenske železnice | Naslednja postaja/postajališče |
| ------------------------------ | ------------------- | ------------------------------------------- | ------------------- | ------------------------------ |
| Podklanc                       |                     | Slovenske železnice Maribor - Prevalje d.m. |                     | Ravne na Koroškem              |